# Nauru en los Juegos Olímpicos de Río de Janeiro 2016
Nauru participó en los Juegos Olímpicos de Río de Janeiro 2016 con dos deportistas, que compitieron en dos deportes. El levantador de pesas Elson Brechtefeld fue el abanderado en la ceremonia de apertura.

## Participantes
Judo
- Ovini Uera (-90 kg masculinos)[2]

Halterofilia
- Elson Brechtefeld (-56 kg masculinos)[2]